# Monuments nationaux d'Istočna Ilidža
Cet article recense les monuments nationaux situés sur le territoire de la municipalité d'Istočna Ilidža en Bosnie-Herzégovine et dans la république serbe de Bosnie. La liste établie par la Commission pour la protection des monuments nationaux compte 3 monuments nationaux inscrits sur la liste principale.

## Monuments nationaux
| Monument            | Localité       | Géolocalisation | Datation               | Commentaire éventuel        | Photo |
| ------------------- | -------------- | --------------- | ---------------------- | --------------------------- | ----- |
| Site de Gradac      | Gornji Kotorac |                 | Préhistoire, Antiquité | Site archéologique          |       |
| Nécropole de Krupac | Krupac         |                 | Moyen Âge              | Avec 21 stećci et 12 nişans |       |
| Nécropole de Crnač  | Donji Kotorac  |                 | Moyen Âge              | Avec 54 stećci              |       |